# Trichosalpinx psilantha
Trichosalpinx psilantha är en orkidéart som beskrevs av Carlyle August Luer. Trichosalpinx psilantha ingår i släktet Trichosalpinx och familjen orkidéer. Inga underarter finns listade i Catalogue of Life.